# Solivomer arenidens
Solivomer arenidens is een  straalvinnige vissensoort uit de familie van lantaarndragers (Neoscopelidae). De wetenschappelijke naam van de soort is voor het eerst geldig gepubliceerd in 1947 door Miller.
De soort staat op de Rode Lijst van de IUCN als niet bedreigd, beoordelingsjaar 2009.